# Xe ngựa chiến

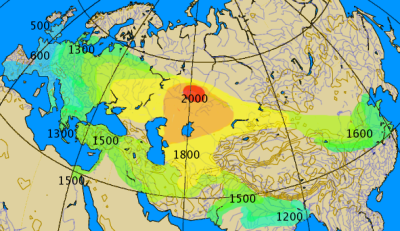
Bản đồ lịch sử xấp xỉ về sự lan truyền của chiến xa, 2000-500 TCN

Chiến xa (戰車) là một loại xe do động vật kéo (chủ yếu là ngựa nên có thể gọi là Mã chiến xa (馬戰車) hay Xe ngựa chiến), sơ khai và đơn giản nhất, được sử dụng cả trong chiến tranh cũng như thời bình như là phương tiện quan trọng bậc nhất của nhiều dân tộc cổ đại. Chiến xa được tạo ra ở khu vực Lưỡng Hà bởi các cư dân ở đây ngay từ khoảng năm 3000 TCN và tại Trung Quốc trong khoảng thiên niên kỷ thứ 2 TCN. Chiến xa nguyên bản là một cỗ xe 2 hoặc 4 bánh được kéo bởi 2 hay nhiều con ngựa buộc sát cạnh nhau. Cỗ xe kéo nhỏ với một khung chắn bảo vệ cao đến thắt lưng ở phía trước. Chiến xa, điều khiển bởi một người đánh xe, được sử dụng cho chiến tranh thời cổ đại trong suốt thời đại đồ đồng và thời đại đồ sắt. Cỗ xe này tiếp tục được dùng trong di chuyển, diễu hành và trong các cuộc thi đấu, các cuộc đua sau khi nó không còn được dùng với mục đích quân sự.
Những chiến xa ngựa kéo sử dụng trong chiến trận có những bánh xe lắp nan hoa. Hầu hết những con ngựa trong thời kỳ này không thể chịu được trọng lượng của một người đàn ông trong trận chiến. Kỵ binh đã được sử dụng ở Trung Á từ năm 3000 TCN và cuối cùng đã thay thế lực lượng quân đội chiến đấu trên những cỗ xe ngựa.
Những chiến xa có bánh xe nan hoa sớm nhất đã tồn tại từ năm 2000 TCN và cách sử dụng chúng đạt đến đỉnh cao vào khoảng năm 1300 TCN (điển hình là trong trận Kadesh). Chiến xa mất ý nghĩa quan trọng trong quân đội vào thế kỷ thứ 4 TCN nhưng những cuộc đua xe ngựa vẫn tiếp tục phổ biến ở Constantinople cho đến tận thế kỷ thứ 6.

## Những phương tiện có bánh xe đầu tiên ở Sumer
Chiến xa có lẽ bắt nguồn ở Lưỡng Hà và khoảng năm 3000 TCN. Sự mô tả sớm nhất về những cỗ xe trong bối cảnh chiến tranh là ở trên "Cờ hiệu của Ur" ở Nam Lưỡng Hà, khoảng năm 2500 TCN (Ur là một thành phố cổ của người Sumer, ngày nay nằm ở phía Nam Bagdad, Iraq). Chúng được gọi một cách đúng đắn hơn là xe bò hay xe ngựa, có trục xe đôi và được kéo bởi những con bò hay những con lừa thuần dưỡng, trước khi đưa ngựa vào sử dụng khoảng năm 2000 TCN. Mặc dù đôi khi chở theo một binh sĩ dùng giáo cùng với người đánh xe, những cỗ xe nguyên thủy nặng nề thuộc loại này, được chống đỡ trên những bánh xe bằng gỗ đặc, có lẽ là một phần của đoàn xe chở hàng hơn là những phương tiện trong chiến trận. Người Sumer cũng có một loại chiến xa 2 bánh nhẹ hơn, được kéo bởi những con lừa, nhưng vẫn là với những bánh xe đặc. Bánh xe nan hoa không xuất hiện ở Lưỡng Hà cho đến những năm 2000 TCN.

## Người Ấn-Iran thời kỳ đồ đồng
Sự phát triển đầy đủ của chiến xa được biết đến sớm nhất là từ những nơi chôn cất chúng (nơi mà người chết được chôn cùng cỗ xe của họ) từ khoảng năm 2000 TCN ở Andronovo (Timber-Grave), khu vực thuộc về nền văn hóa Sintashta-Petrovka ở Nga và Kazakhstan hiện nay. Nền văn minh này ít nhất có một phần được bắt nguồn từ nền văn minh Yamna trước đó. Nó đã tạo dựng lên những khu định cư vững chắc, tiến hành những hoạt động luyện kim loại đồng trên quy mô chưa từng thấy cho đến nay và thực hiện những nghi lễ mai táng phức tạp gợi đến những nghi lễ của người Aryan. Nền văn minh Andronovo trong vài thế kỷ tiếp đó đã lan rộng ra khắp các thảo nguyên từ dãy núi Uran đến dãy núi Thiên Sơn, có thể tương ứng với nền văn minh Iran-Ấn sơ khai, cuối cùng cũng truyền bá đến Iran và Ấn Độ trong thiên niên kỷ thứ 2 TCN.

## Vùng Cận Đông cổ đại
Một số nhà nghiên cứu đưa ra ý kiến rằng chiến xa rất có khả năng là sản phẩm của vùng Cận Đông cổ đại vào đầu thiên niên kỷ thứ 2 TCN.

### Hittite

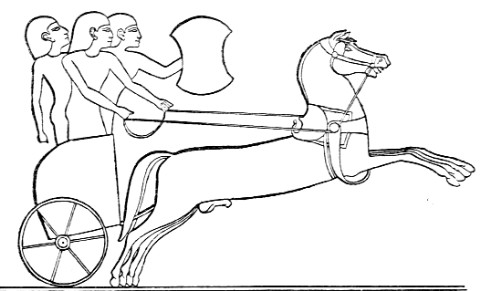
Chiến xa Hittite (theo bản vẽ Ai Cập)

Bằng chứng cổ nhất của chiến tranh sử dụng chiến xa ở vùng Cận Đông cổ đại là văn bản của Anitta bằng tiếng Hittite cổ (thế kỷ 18 TCN, nói đến 40 đội ngựa (40 ?Í-IM-DÌ ANŠE.KUR.RA?I.A) trong trận bao vây Salatiwara, Anatolia. Bởi vì chỉ có "những đội ngựa" được đề cập đến ở đây chứ không rõ ràng là những chiến xa, vậy nên sự hiện diện của chiến xa trong thế kỷ 18 được coi là có phần không chắc chắn. Bằng chứng đích xác đầu tiên về chiến xa ở đế quốc Hittite là vào cuối thế kỷ 17 TCN (thời kỳ vua Hattusili I). Một văn bản về việc huấn luyện ngựa của người Hittite vẫn còn tồn tại, được cho là của Kikkuli (một nhà nuôi ngựa nổi tiếng thế kỷ 15 TCN)
Người Hittite nổi tiếng về khả năng điều khiển chiến xa. Họ đã phát triển một kiểu chiến xa mới, có những bánh xe nhẹ hơn với bốn nan hoa chứ không phải tám, và chở được ba người lính chứ không phải hai. Sự thịnh vượng của Hittite phần lớn là phụ thuộc vào sự kiểm soát của họ vào tuyến đường buôn bán và tài nguyên thiên nhiên, cụ thể là các kim loại. Khi người Hittite giành được quyền thống trị trên khắp vùng Lưỡng Hà, tình trạng căng thẳng bùng lên giữa những nước láng giềng là Assyria, Hurian và Ai Cập. Dưới thời Suppiluliuma I, người Hittite xâm chiếm Kadesh và cuối cùng là toàn bộ Syria. Trận Kadesh năm 1299 TCN có lẽ là trận chiến lớn nhất mà chiến xa tham gia, bao gồm khoảng chừng 5 nghìn cỗ xe.

### Ai Cập

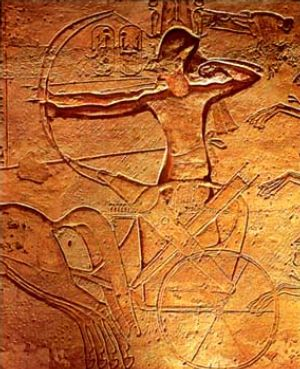
Ramses II chiến đấu trên một chiến xa trong Trận chiến Kadesh
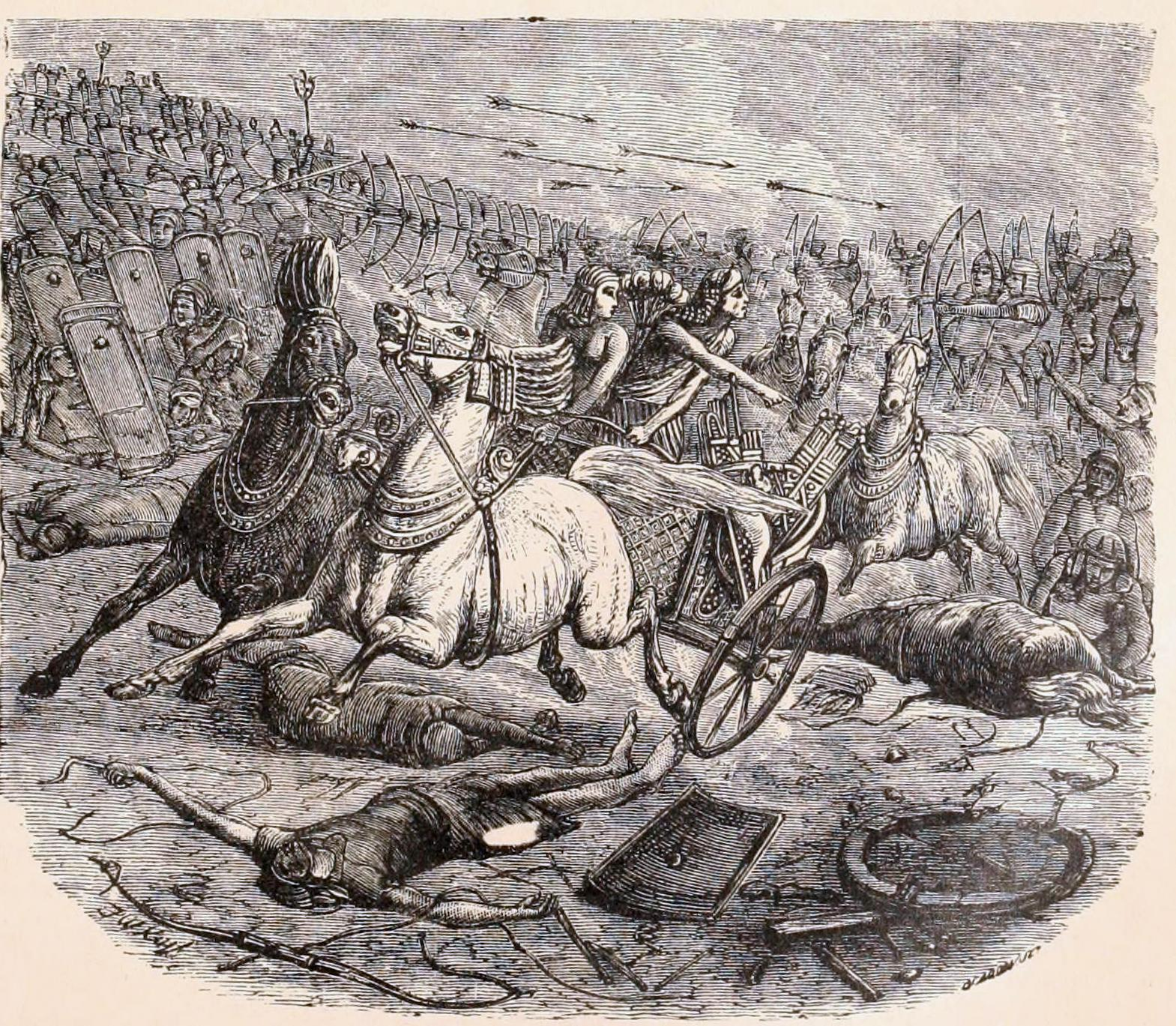
Chiến xa Ai Cập tham chiến
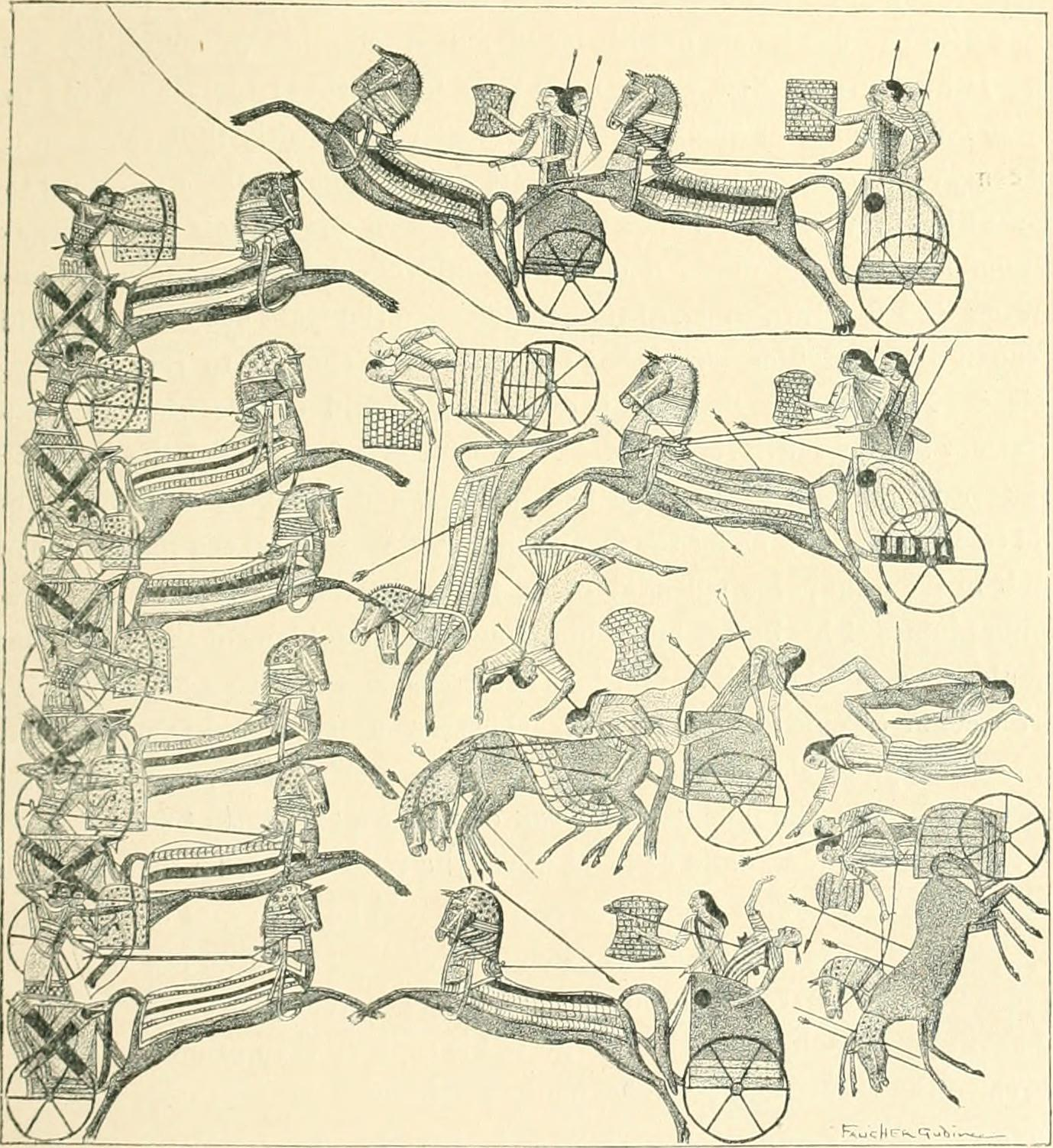
Chiến tranh giữa các chiến xa
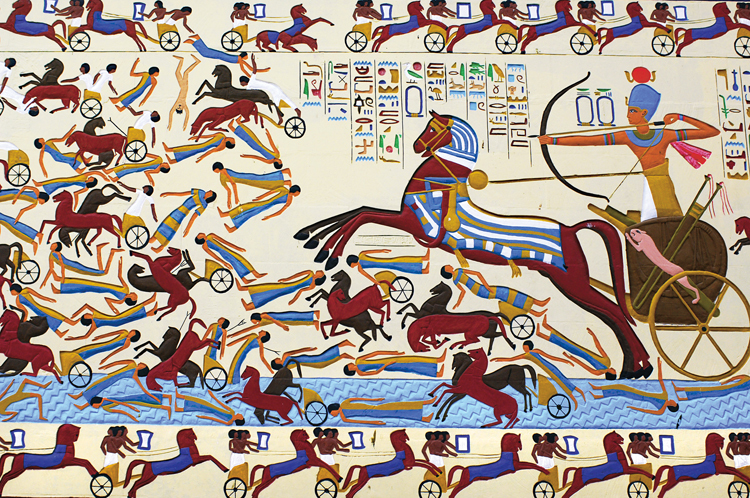
Người Hykso của Ai Cập cổ đại lái chiến xa.
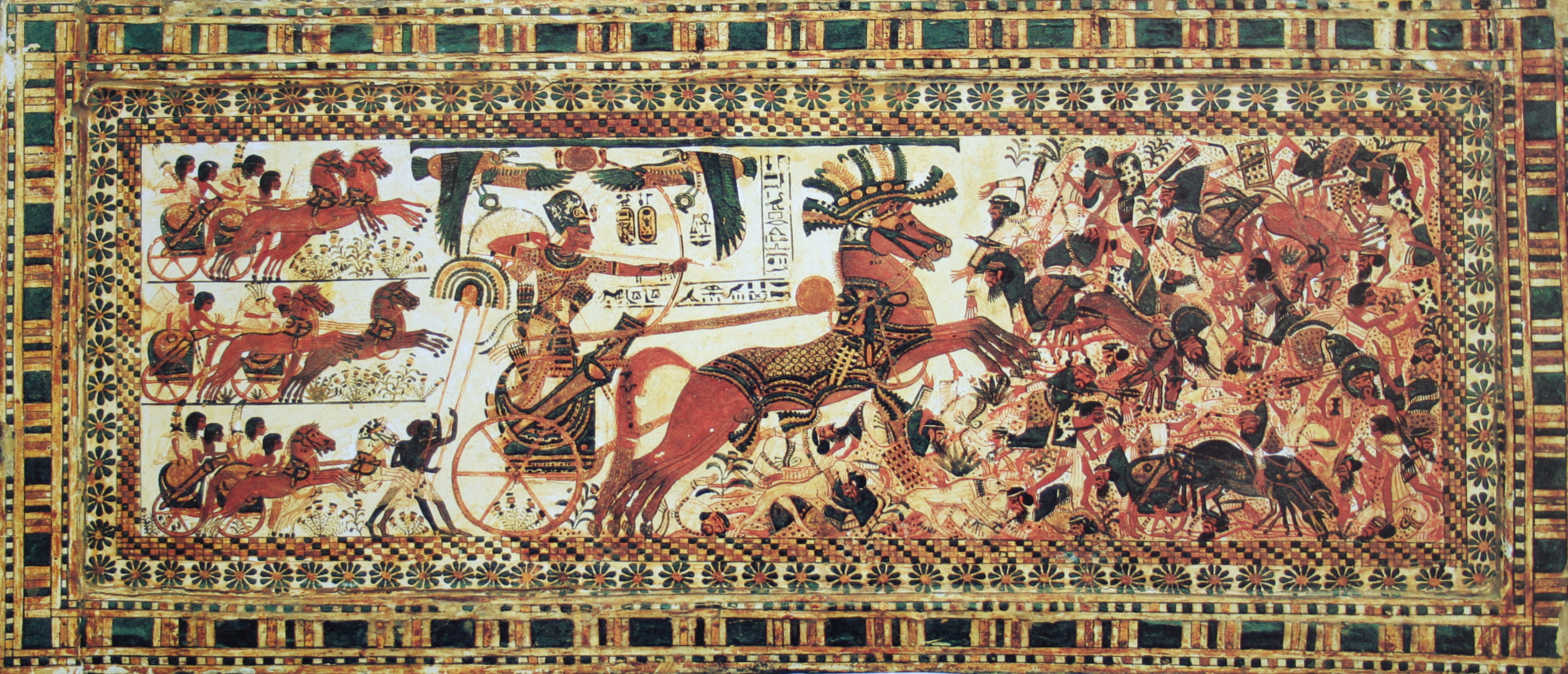
Tranh miêu tả Tutankhamun cưỡi chiến xa tiêu diệt kẻ thù
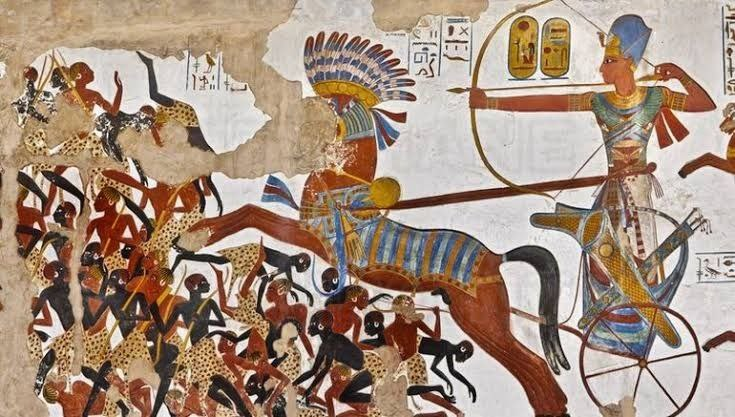
Ramesses II cưỡi chiến xa xông vào trận chiến chống lại người Nubia
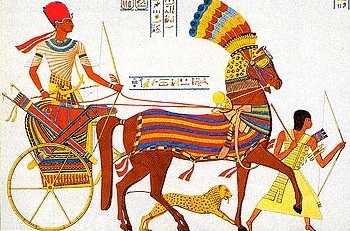
Pharaoh trên chiến xa Hittite với tùy tùng đi theo
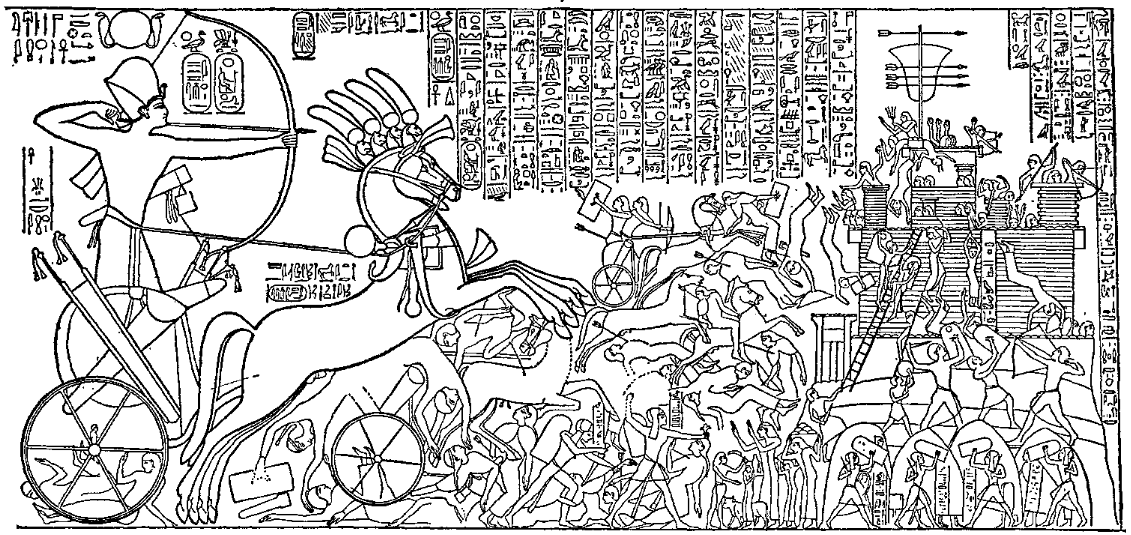
Thủ lĩnh cưỡi chiến xa cầm cung.

Chiến xa, cũng như cùng với loài ngựa, được đưa vào sử dụng ở Ai Cập bởi những kẻ xâm lược Hyksos trong thế kỷ 16 TCN và rõ ràng đã đóng góp vào những thành tựu quân sự của họ. Trong nghệ thuật của Ai Cập và Assyria còn tồn tại, có nhiều sự miêu tả hình tượng của chiến xa. Những cỗ chiến xa của Ai Cập và Assyria, với người lính lấy cung làm vũ khí tấn công chính, được trang bị đầy đủ những ống đựng đầy các mũi tên. Người Ai Cập phát minh ra ách để thắng cho những con ngựa ở chiến xa của họ và khoảng năm 1500 TCN. Hình mẫu được lưu giữ tốt nhất của chiến xa Ai Cập là 4 mẫu vật từ lăng mộ của Pharaon Tutankhamun.

### Ba Tư

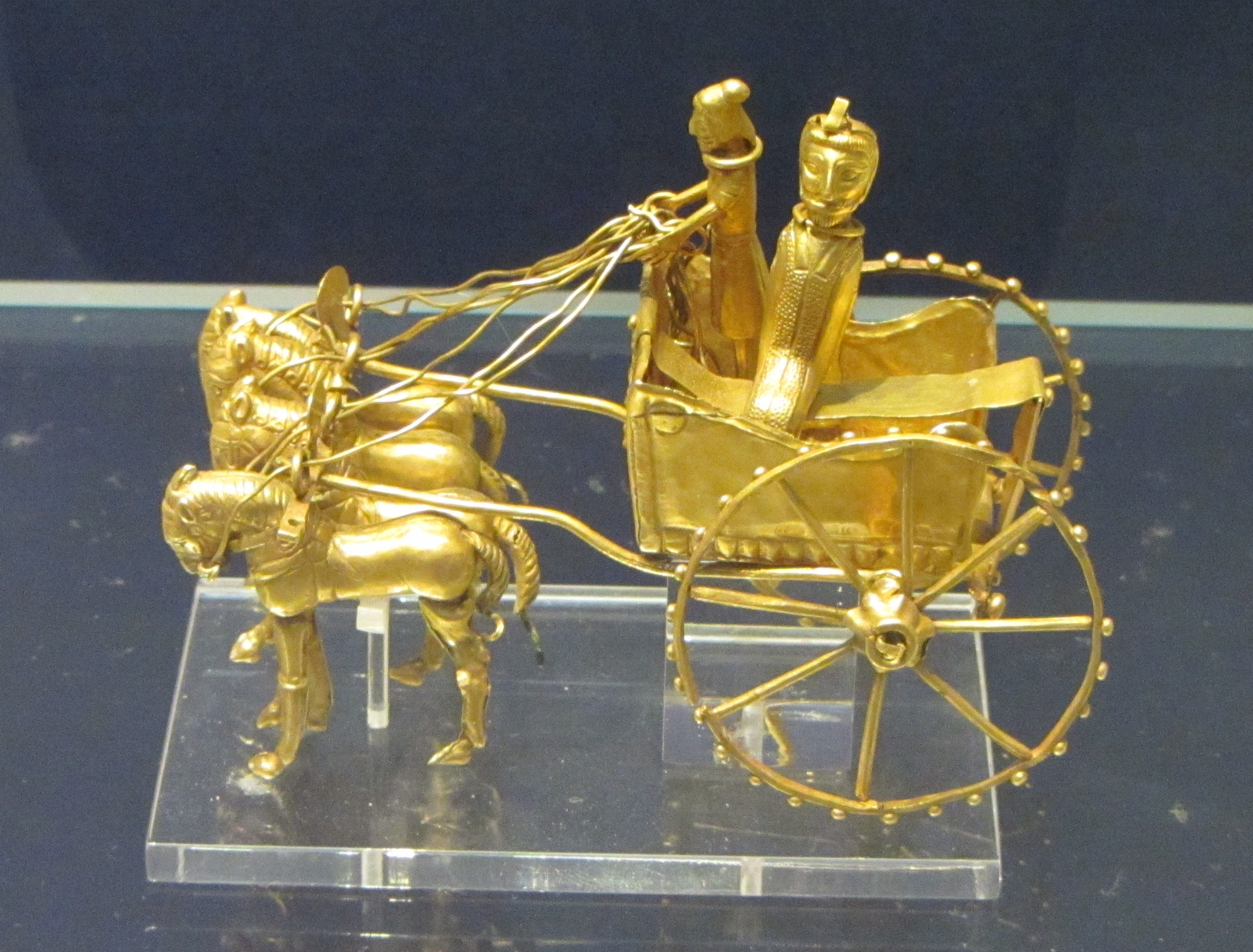
Mô hình cỗ xe bằng vàng được chế tạo dưới thời Đế chế Achaemenid (550–330 TCN).
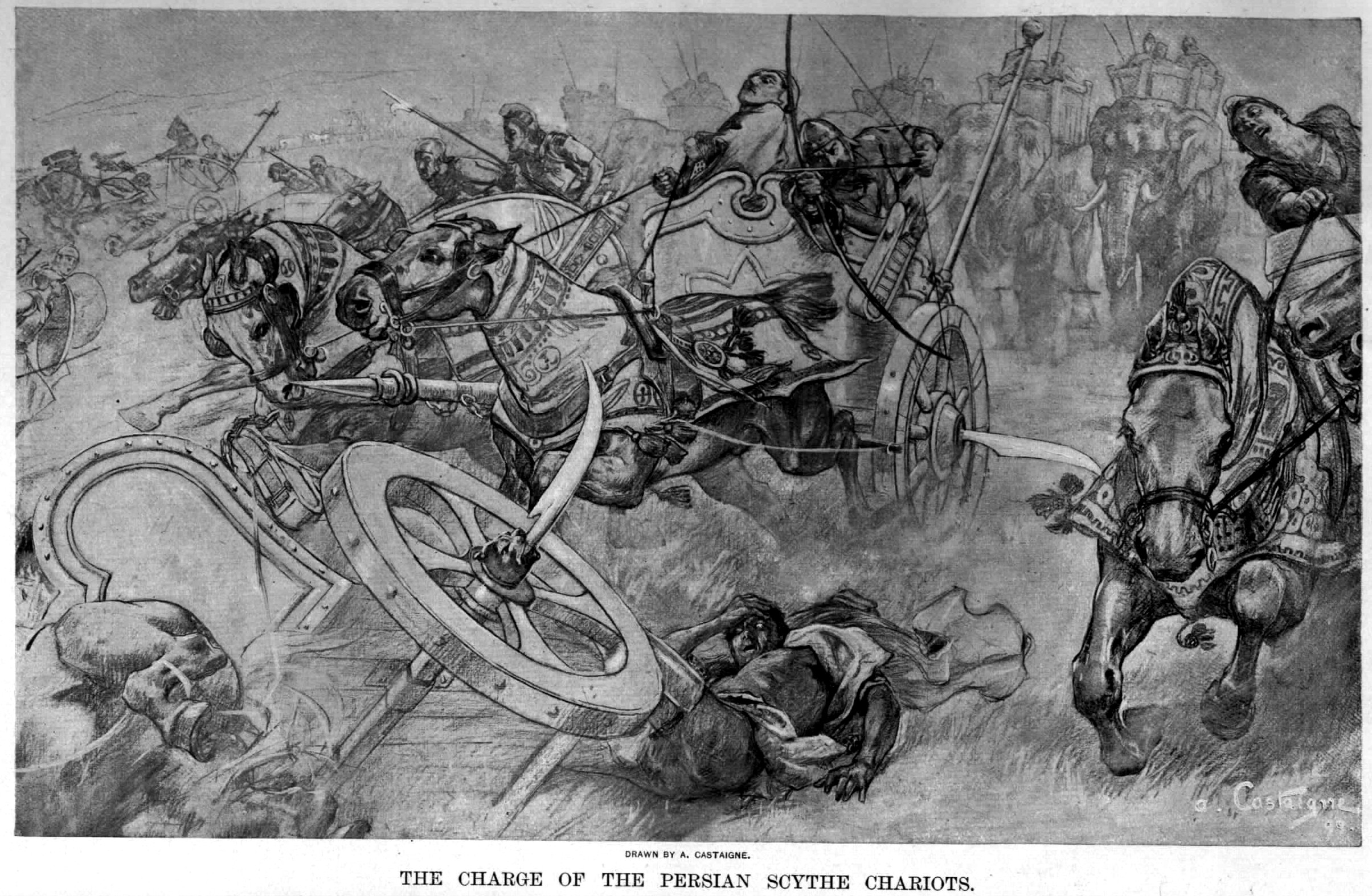
Chiến xa Ba Tư trong trận Gaugamela

Người Ba Tư kế tiếp người Elam vào giữa thiên niên kỷ thứ nhất TCN. Họ có lẽ là những người đầu tiên buộc ách cho bốn con ngựa (hơn là hai con) vào cỗ xe chariot của họ. Họ cũng đã dùng scythed chariot. Hoàng tử Cyrus em đã đưa vào sử dụng loại chiến xa này với số lượng lớn.
Nhà sử học Hy Lạp Herodotus đề cập rằng người Libya đã cung cấp kỵ binh và chiến xa cho quân đội của hoàng đế Xerxes Đại đế. Tuy nhiên, vào thời gian này, kỵ binh có hiệu quả và nhanh nhẹn hơn nhiều so với chiến xa, và thất bại của vua Darius III trong trận Gaugamela (331 TCN), khi quân đội của Alexandros bỏ trống hàng ngũ để cho chiến xa vượt qua rồi tấn công họ từ đằng sau, đánh dấu sự chấm dứt của kỷ nguyên chiến tranh dùng chiến xa.

## Ấn Độ

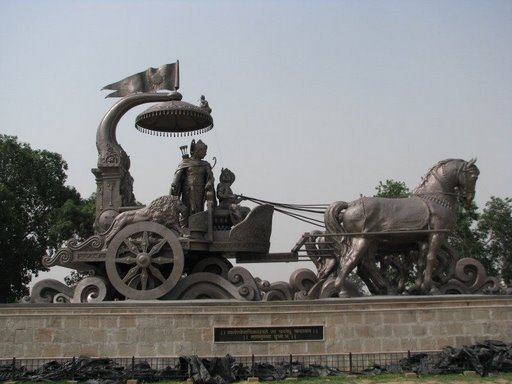
Tượng chiến xa bằng đồng với Krishna và Arjuna trong cuộc chiến Kurukshetra .
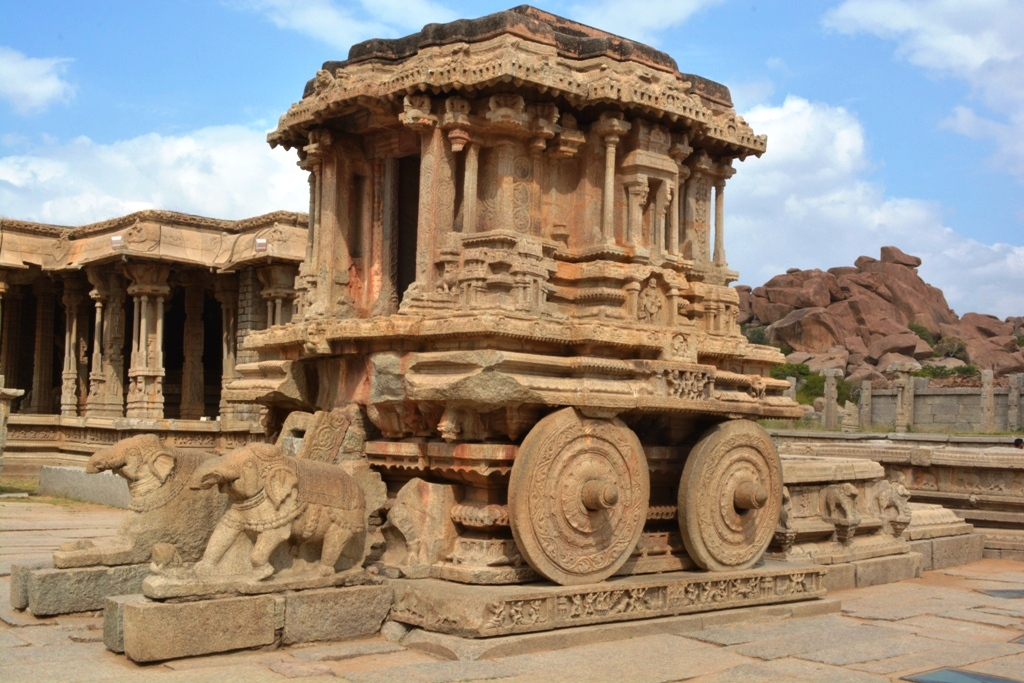
Chiến xa bằng đá tại Hampi, được xây dựng dưới thời Đế chế Vijayanagara.
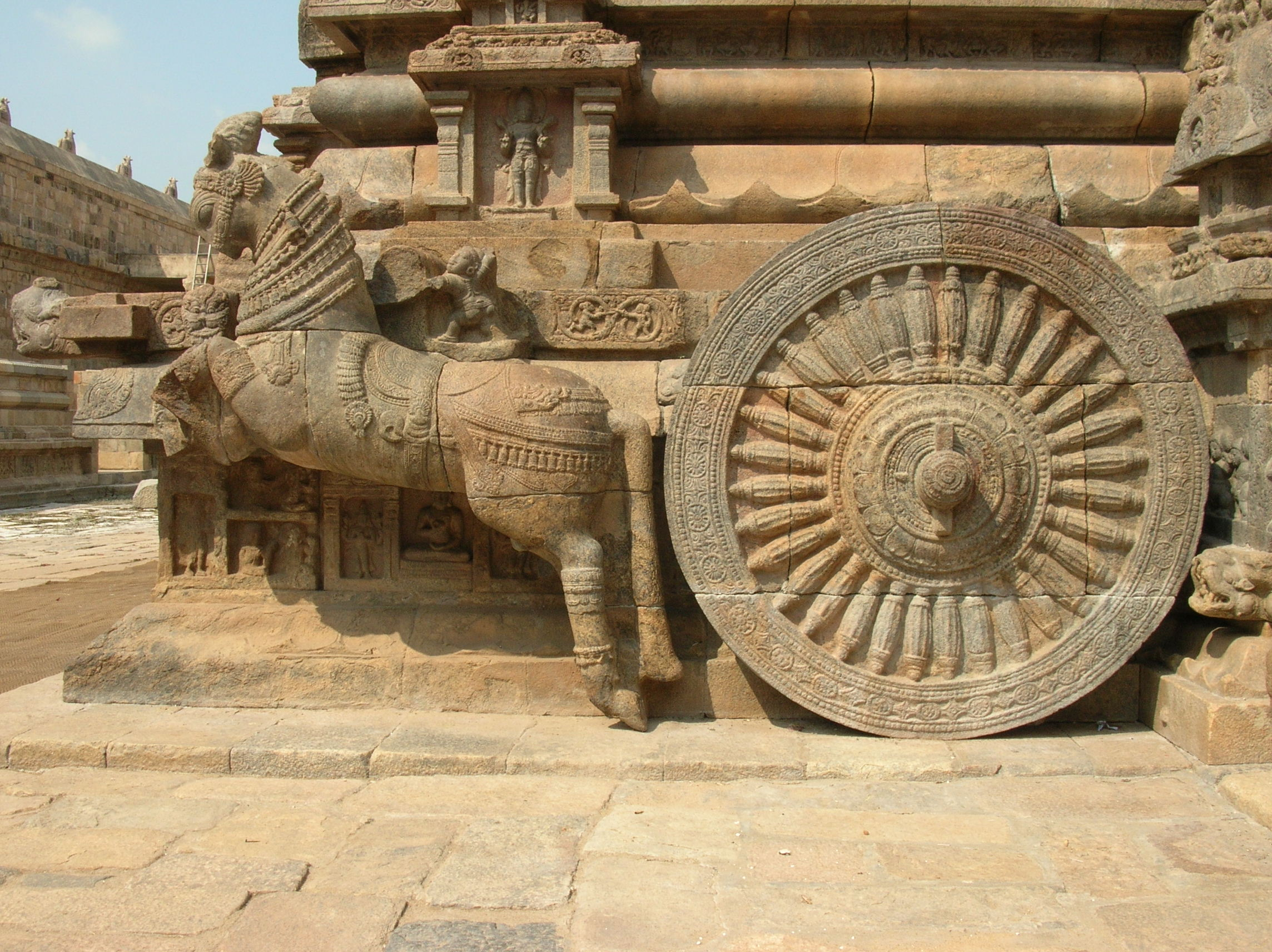
Cỗ xe ngựa kéo được khắc vào mandapam tại đền Airavateswarar, Darasuram, khoảng thế kỷ 12 TCN (trái). Xe ngựa và bánh (phải) được điêu khắc với các chi tiết tinh xảo

Có một vài khắc họa chiến xa trên những bức tranh điêu khắc trên đá sa thạch của dãy núi Vindhya. Hai bức họa về chiến xa được tìm thấy ở Morhana Pahar, huyện Mirzapur. Một bức thể hiện cỗ xe song mã với một người điều khiển hữu hình. Bức kia là cỗ xe được kéo bởi bốn con ngựa, với những bánh xe có 6 nan hoa, và thể hiện một người điều khiển đứng trong một toa xe kéo lớn. Cỗ xe chariot này đang bị tấn công, với một nhân vật đang cầm một cái khiên và một cái chùy, một nhân vật khác trang bị cung tên đang hăm dọa từ phía bên phải. Người ta đưa ra giả thuyết rằng bức vẽ này ghi lại một câu chuyện, hầu như chắc chắn là có niên đại từ những thế kỷ xa xưa trước công nguyên, từ một vài trung tâm của khu vực đồng bằng sông Hằng và sông Jamuna cho đến lãnh thổ vẫn còn là các bộ lạc săn bắn của thời kỳ đồ đá mới.
 
Chiến xa gắn dao được sáng chế ra bởi vua vua A-xà-thế nước Ma-kiệt-đà vào khoảng năm 475 trước công nguyên. Ông đã sử dụng những cỗ xe ngựa này để chống lại Licchavis. Một cỗ xe ngựa gắn dao là một chiến xa với những lưỡi dao sắc hình liềm được gắn vào mỗi đầu của trục xe. Lưỡi dao, dùng như một vũ khí, kéo dài theo chiều ngang khoảng 1 mét ở hai phía của xe.
Có một cỗ xe được trưng bày tại Bảo tàng Khảo cổ học Quốc gia AP, Hyderabad, Andhra Pradesh.

## Trung Quốc

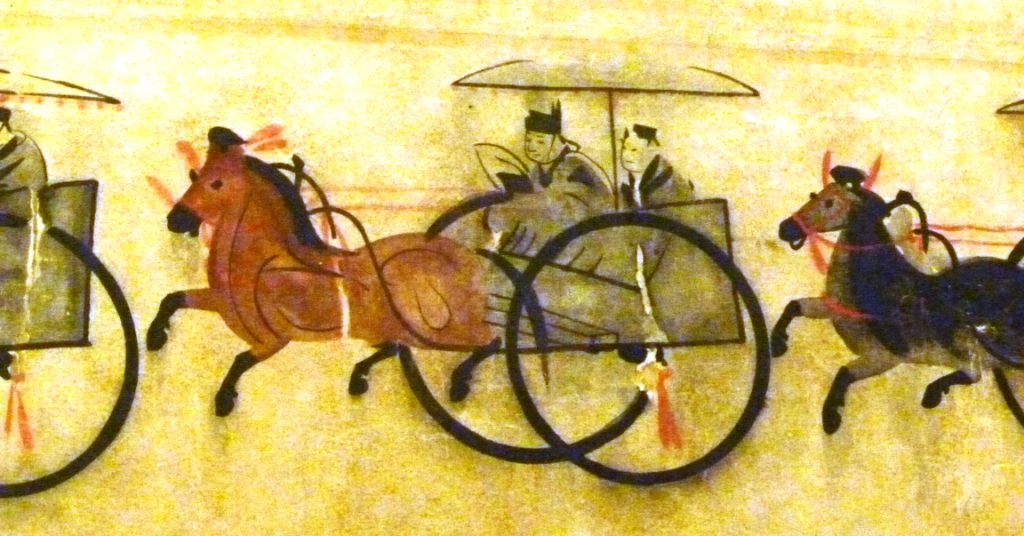
Địa chủ trên xe ngựa (Đông Hán, 25–220 CN, An Bình, Hà Bắc)

Khu vực lăng mộ xe ngựa sớm nhất ở Trung Quốc được khám phá vào năm 1933 tại tỉnh Hà Nam, có niên đại vào thời kỳ trị vì của vua Vũ Đinh của nhà Hậu Thương (khoảng năm 1200 TCN). Nhưng những cỗ xe ngựa có lẽ được biết đến từ trước đó, ngay từ triều đại nhà Hạ (thế kỷ 17 TCN).
Trong suốt triều nhà Thương, những thành viên hoàng gia được mai táng với một gia đình đầy đủ và những người nô bộc, bao gồm cả một cỗ xe ngựa, những con ngựa và một người đánh xe. Xe ngựa thời nhà Thương thường được kéo bởi hai con ngựa, nhưng những cỗ xe tứ mã thỉnh thoảng cũng được tìm thấy trong các hầm mộ. Đội ngũ trên một cỗ chiến xa gồm có một cung thủ, một người đánh xe, và đôi khi có một người thứ ba được trang bị giáo hay mác. Trong suốt thế kỷ thứ 8 đến thế kỷ thứ 5 TCN, người Trung Quốc sử dụng chiến xa đạt đến đỉnh cao, chúng xuất hiện với số lượng ngày càng to lớn, nhưng bộ binh lại thường đánh bại chúng trong chiến trận.
Chiến xa trở thành lỗi thời trong thời kỳ Chiến Quốc, lý do chính là sự phát minh ra nỏ và sự ra đời của kỵ binh bắn tên, những thứ có hiệu quả hơn.